# Spirit of the Avalanche
Spirits of the Avalanche is een (kamer)opera gecomponeerd door Alan Hovhaness. Hij schreef niet alleen de muziek, maar verzorgde ook zelf het libretto. De opera is geschreven in de stijl van het no-spel. De hoofdpersoon uit deze opera in één akte is een bergbeklimmer, die strijd moet leveren met de natuurkrachten, een terugkerend fenomeen in het oeuvre van de componist. De bergbeklimmer, gewaarschuwd door de priester, moet voor hij de top behaalt strijd leveren met een wilde vogel (mad bird) alvorens hij ten onder gaat in een lawine, een uitvloeisel van de vogel. De bergbeklimmer zal de top nooit (meer) halen. Een vergelijking met de figuurlijke "hemel", nirwana wordt gemaakt, doordat de klimmer het Eeuwige leven (Endless life) bezingt.
De opera ging in première op 15 oktober 1963 in Tokio.
Hovhaness schreef Spirits of the Avalanche voor:
- sopraan (coloratura)
- 2 baritons (bergbeklimmer, priester)
- mannenkoor bestaande uit 8 baritons
- 1 dwarsfluit, 1 althobo, 1 trompet, 1 trombone
- 4 man/vrouw percussie (pauken, grote trom,  tamtam, glockenspiel, vibrafoon en buisklokken,
- 1 harp, violen, altviolen, celli en contrabassen